# Kirguistán en los Juegos Olímpicos de Lillehammer 1994
Kirguistán estuvo representado en los Juegos Olímpicos de Lillehammer 1994 por una deportista femenina que compitió en biatlón.
La portadora de la bandera en la ceremonia de apertura fue la biatleta Yevgeniya Roppel. El equipo olímpico kirguís no obtuvo ninguna medalla en estos Juegos.